# Cukrová třtina
Třtinovec cukrový (Saccharum officinarum), neboli cukrová třtina, je druh jednoděložné rostliny z čeledi lipnicovitých (Poaceae). V dnešní době je hojně pěstovaná především kvůli vysokému obsahu cukru.

## Botanická charakteristika

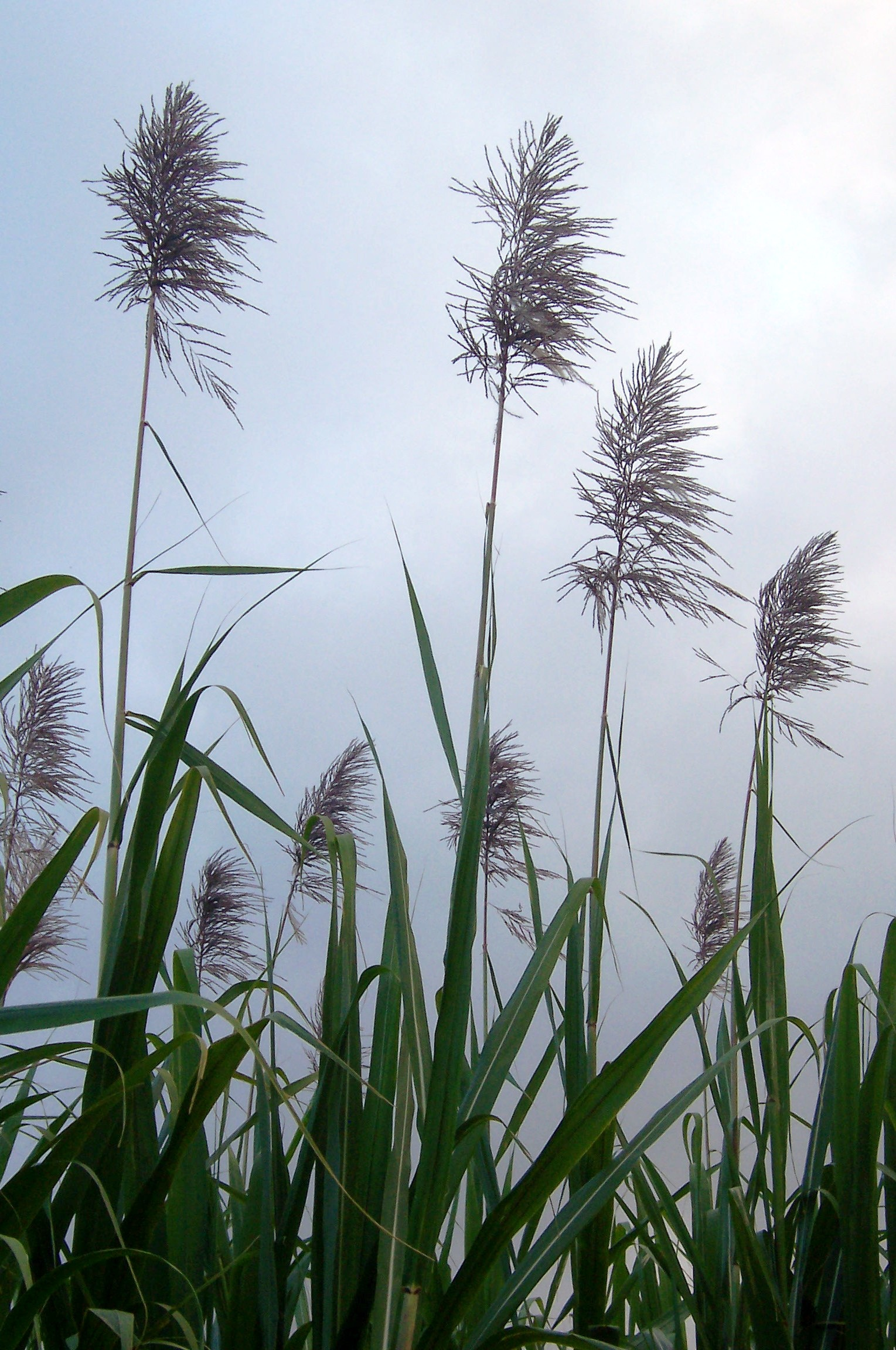
Rostliny cukrové třtiny

Cukrová třtina je víceletá, značně mohutná tráva se vzpřímenými masivními stébly, která mohou být až 6 m vysoká a 5 cm tlustá. Stéblo má v průměru asi 20 až 40 kolének a je vyplněno měkkou dření, která obsahuje až 20 % cukru (především tedy sacharózy, dále také malé množství fruktózy a glukózy), který se zde ukládá jako produkt fotosyntézy. Nad každým kolénkem je řada adventivních kořenů, nazývaných kořenový prstenec, uspořádaná případně i v několika kruzích. Těchto kořínků se využívá při vegetativním rozmnožování, kdy rostlina v této části zakoření a vyrostou z ní nové výhonky. Cukrová třtina na plantážích se proto rozmnožuje výhradně řízky stébel. Teprve nad prstencem kořenů leží interkalární meristém (dělivé pletivo), který rychlým růstem opět vzpřímí polehlé stéblo.
Listy cukrové třtiny dosahují délky 100–200 cm a šířky okolo 7 cm a jejich uspořádání je střídavé. Počet listů se odvíjí od počtu kolének, neboť z každého kolénka vyrůstá právě jeden list. Listy mají mohutné bílé střední žebro a na okrajích jsou jemně zoubkované. Díky ukládání kyseliny křemičité jsou velmi tvrdé a ostré. Listové pochvy přiléhají pevně ke stéblu. Listy jsou buď zelené barvy, žlutavé, nebo fialově zbarvené, některé odrůdy mohou být i barevně pruhované.
Květem třtiny je bohatá jehlancovitá, až 80 cm vysoká lata. Květ se skládá ze tří tyčinek, plenek, které představují zbytek okvětí, a pestíku se dvěma pérovitými bliznami. Plodem cukrové třtiny je obilka. Avšak na plantážích je květenství cukrové třtiny nežádoucí, neboť s květem se snižuje obsah cukru ve stéblech, čímž se snižuje hodnota rostliny pro pěstitele.

## Stanovištní podmínky, fyziologie

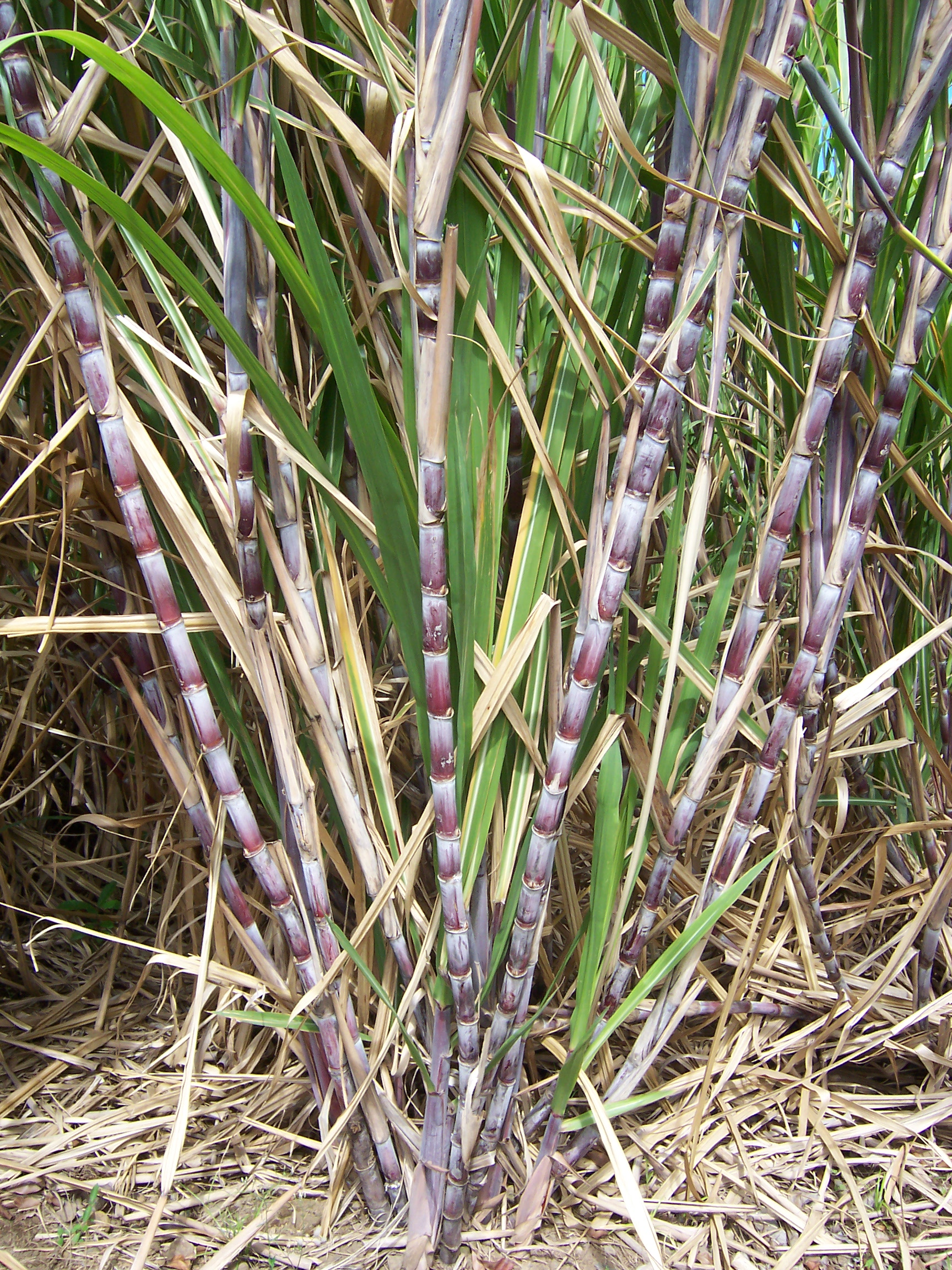
Cukrová třtina na ostrově Réunion

Společně s kukuřicí, rozličnými druhy prosa a některými dalšími užitkovými rostlinami představuje cukrová třtina typ tzv. tropických vysoce výnosných plodin. Jde o tzv. C4 rostlinu (spolu třeba s bambusem či kukuřicí). Pomocí zvláštního fyziologického triku mohou tyto rostliny během časové jednotky vázat podstatně více oxidu uhličitého z atmosféry v procesu fotosyntézy než ostatní C3 zelené rostliny. Obsahují enzymatický systém, který pracuje podobně jako pumpa oxidu uhličitého a při poměrně malé spotřebě vody přináší významné produkční výnosy. Tento přídatný mechanismus je však ve většině případů vázán na dosti vysoké teploty, a proto nalezneme užitkové rostliny s typem látkové výměny podobné právě cukrové třtině přednostně pouze v teplých oblastech Země.[1]
Optimální teplota pro růst cukrové třtiny je 30 °C. Při 20 °C se její růst silně zpomaluje a pod 15 °C úplně zastavuje. Rostlina vyžaduje propustnou půdu bohatou na humus a živiny. Cukrovou třtinu nelze skladovat, proto se musí okamžitě zpracovávat. V posledních letech byly vyšlechtěny vysoce výkonné odrůdy poskytující až 22 tun cukru z 1 hektaru. Po sklizni se v půdě zanechávají kořeny a části stébel, z nichž pak vyrůstají nové rostliny.

## Historie

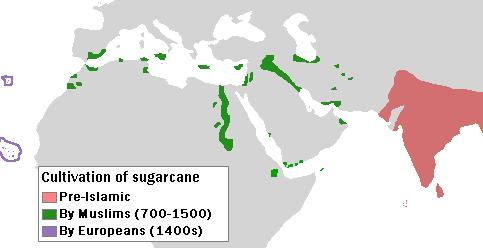
Šíření třtiny západním směrem v předislámských dobách (červeně), ve středověkém arabském světě (zeleně) a Evropany v 15. století (fialově)

Původ cukrové třtiny není zcela jasný. Nejpravděpodobněji vznikla z planého, 10 m vysokého druhu Saccharum robustum, který roste na Nové Guneji, okolních ostrovech a na březích řek. Známe však ještě jeden planý druh, a sice Saccharum spontaneum, rostoucí od severovýchodní Afriky po Asii až k Pacifiku. Tato vytrvalá tráva dorůstá výšky 8 m a dnes se používá při šlechtění ke zlepšení vlastností cukrové třtiny, zejména její odolnosti vůči chorobám.
Asi ve 14. století se Benátčané naučili rafinovat cukr a obchodovali s ním i v zemích střední Evropy. V Čechách se začal třtinový cukr užívat až ve středověku po křižáckých válkách. Do té doby se v Evropě sladilo medem. První dovážený cukr byl velmi drahý a byl spíše považován za lék. Po objevení Ameriky přivezl Kolumbus cukrovou třtinu na Haiti, odkud byla šířena dále na Kubu, do Mexika a Brazílie. Příznivé podmínky, kterými byly především podnebí a levná pracovní síla, umožnily pěstovat třtinu na velkých plochách a to vedlo k rychlému zvýšení produkce levného cukru. Cukr dovážený z Ameriky zaplavil evropský trh a vytlačil pěstování třtiny ze Středomoří. Třtinový cukr dovážený z Nového světa byl hnědý a připálený, a proto se v Evropě začaly stavět speciální čistírny zvané rafinérie. První takováto rafinérie byla postavena v Holandsku ve městě Leyden.
Dovoz třtinového cukru ze zámoří trval až do konce napoleonských válek, kdy Napoleon Bonaparte vydal zákaz dovážet anglické zboží. V té době se začalo se šlechtěním cukrové řepy a třtinový cukr byl postupně nahrazován cukrem řepným.

## Pěstování

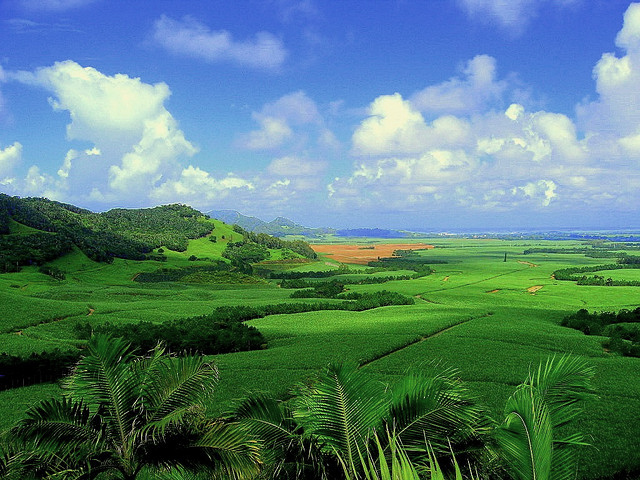
Třtinová plantáž na ostrově Mauricius

K pěstování cukrové třtiny je potřeba stálá teplota nad 30 °C, proto je tato plodina pěstována především v tropech a subtropech.
Třtina se na celosvětové produkci cukru podílí přibližně 70 procenty. V roce 2017 bylo celosvětově vyprodukováno více než 1,84 miliardy tun cukrové třtiny. Dvacet největších producentů vypěstovalo celkem 92,5 procent světové produkce:
| Pořadí | Stát      | Množství (v tunách) |    | Pořadí                | Stát          | Množství (v tunách) |
| ------ | --------- | ------------------- | -- | --------------------- | ------------- | ------------------- |
| 1      | Brazílie  | 758 548 292         | 11 | Filipíny              | 29 286 893    |                     |
| 2      | Indie     | 306 069 000         | 12 | Indonésie             | 21 212 950    |                     |
| 3      | Čína      | 104 404 000         | 13 | Argentina             | 19 164 718    |                     |
| 4      | Thajsko   | 102 946 001         | 14 | Vietnam               | 18 356 398    |                     |
| 5      | Pákistán  | 73 401 199          | 15 | Jihoafrická republika | 17 388 177    |                     |
| 6      | Mexiko    | 56 954 993          | 16 | Kuba                  | 16 070 729    |                     |
| 7      | Austrálie | 36 561 497          | 17 | Egypt                 | 15 260 597    |                     |
| 8      | Kolumbie  | 34 638 019          | 18 | Myanmar (Barma)       | 10 370 042    |                     |
| 9      | Guatemala | 33 758 389          | 19 | Peru                  | 9 399 617     |                     |
| 10     | USA       | 30 153 010          | 20 | Ekvádor               | 9 030 074     |                     |
|        |           |                     |    | Svět                  | 1 841 528 388 |                     |

## Využití
Cukrová třtina se sklízí speciálnímí sklízecími stroji. V místech, kam se stroje nedostanou, nastupuje sklízení ruční pomocí mačet. Po sklizni se třtinová stébla odvážejí do cukrovarů, kde se lisují a z vyteklé šťávy se vyrábí cukr. Kromě samotného cukru mají význam i vedlejší produkty jako jsou melasa (odpadní cukerný sirup) a bagasa (zbytky stébel po vylisování). Z melasy se vyrábí rum (ze 2–3 l melasy se vyrobí 1 l rumu), dále gin, vodka, kvasnice a jiné výrobky. Melasa je také vhodným krmivem pro hospodářská zvířata. Vylisovanými stébly se topí v cukrovarech nebo se používají jako surovina pro výrobu papíru, lepenek a desek z umělé hmoty. Ve směsi s melasou se zbytky stébel také zkrmují. Stébla cukrové třtiny se také od nepaměti žvýkají.

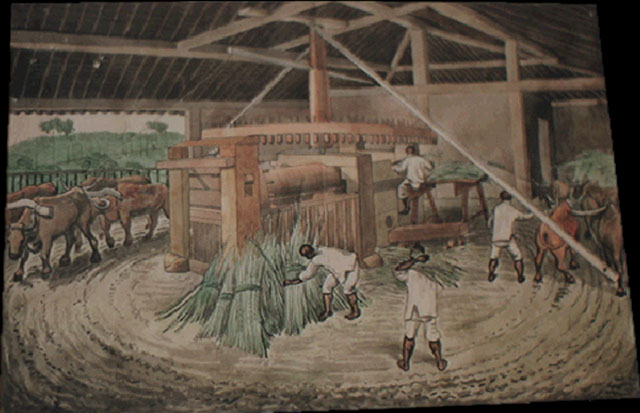
Mlýn na třtinu v Brazílii (kolem 1840; akvarel H. Florence)
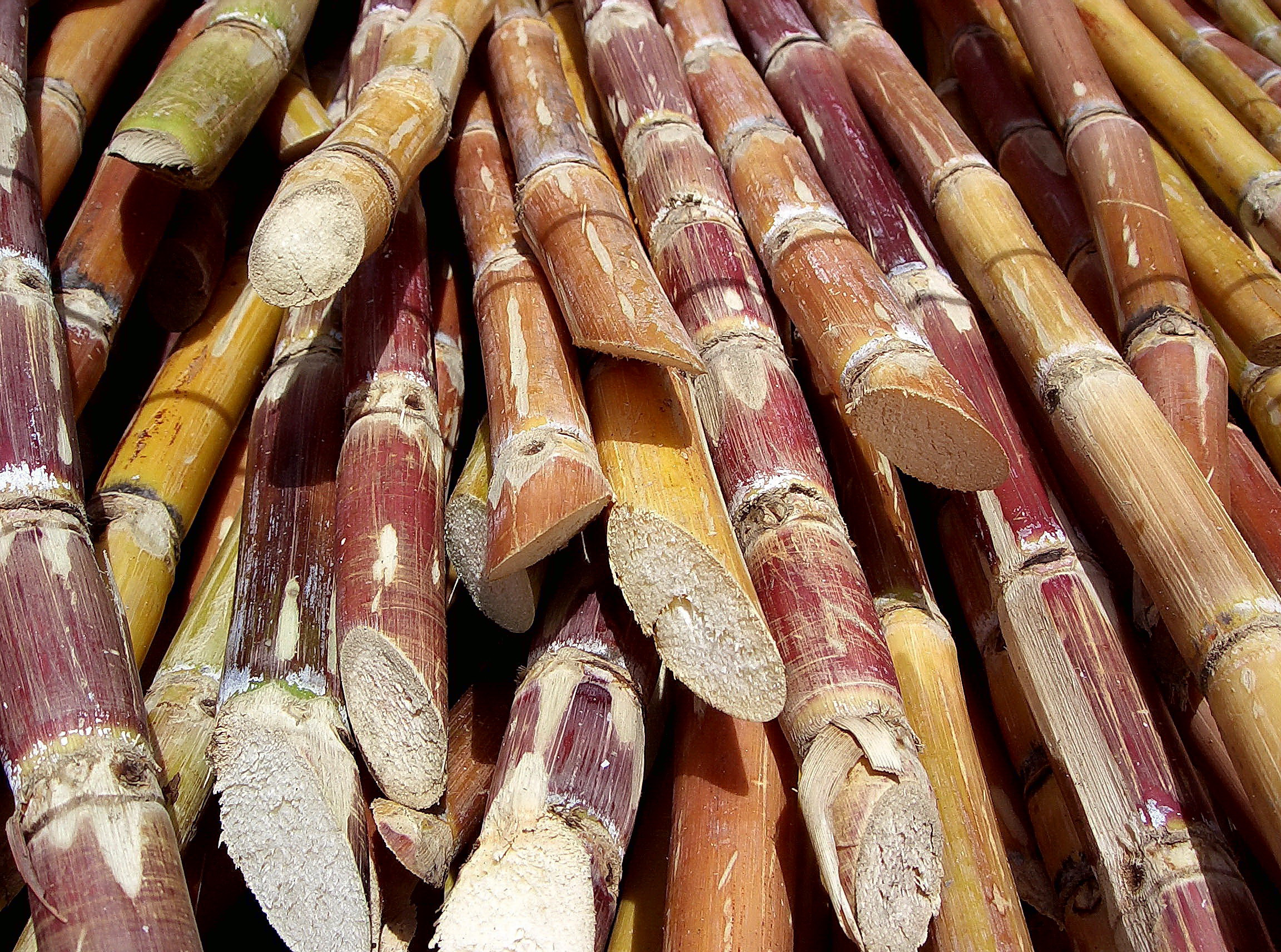
Nasekaná třtina
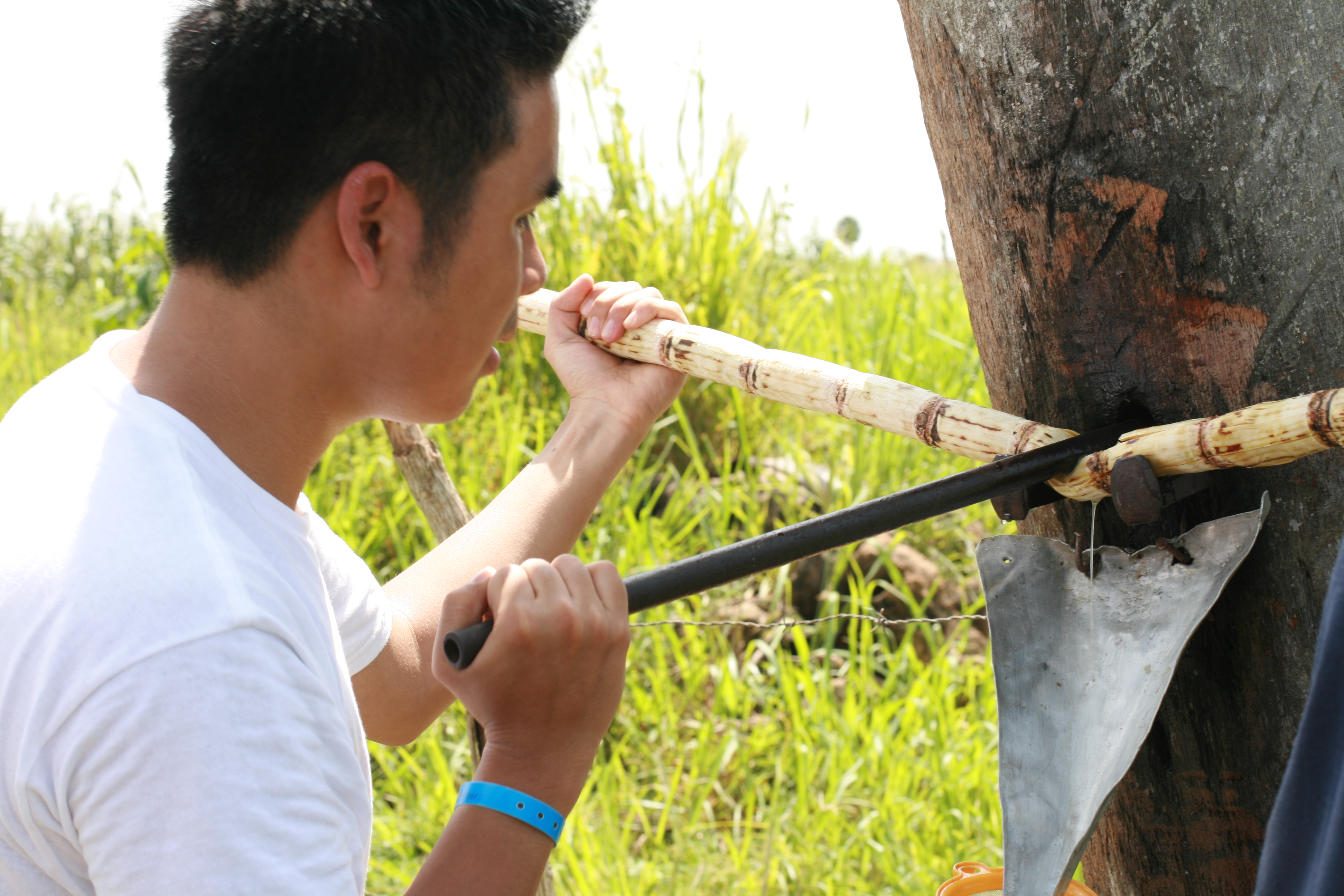
Manuální extrakce šťávy
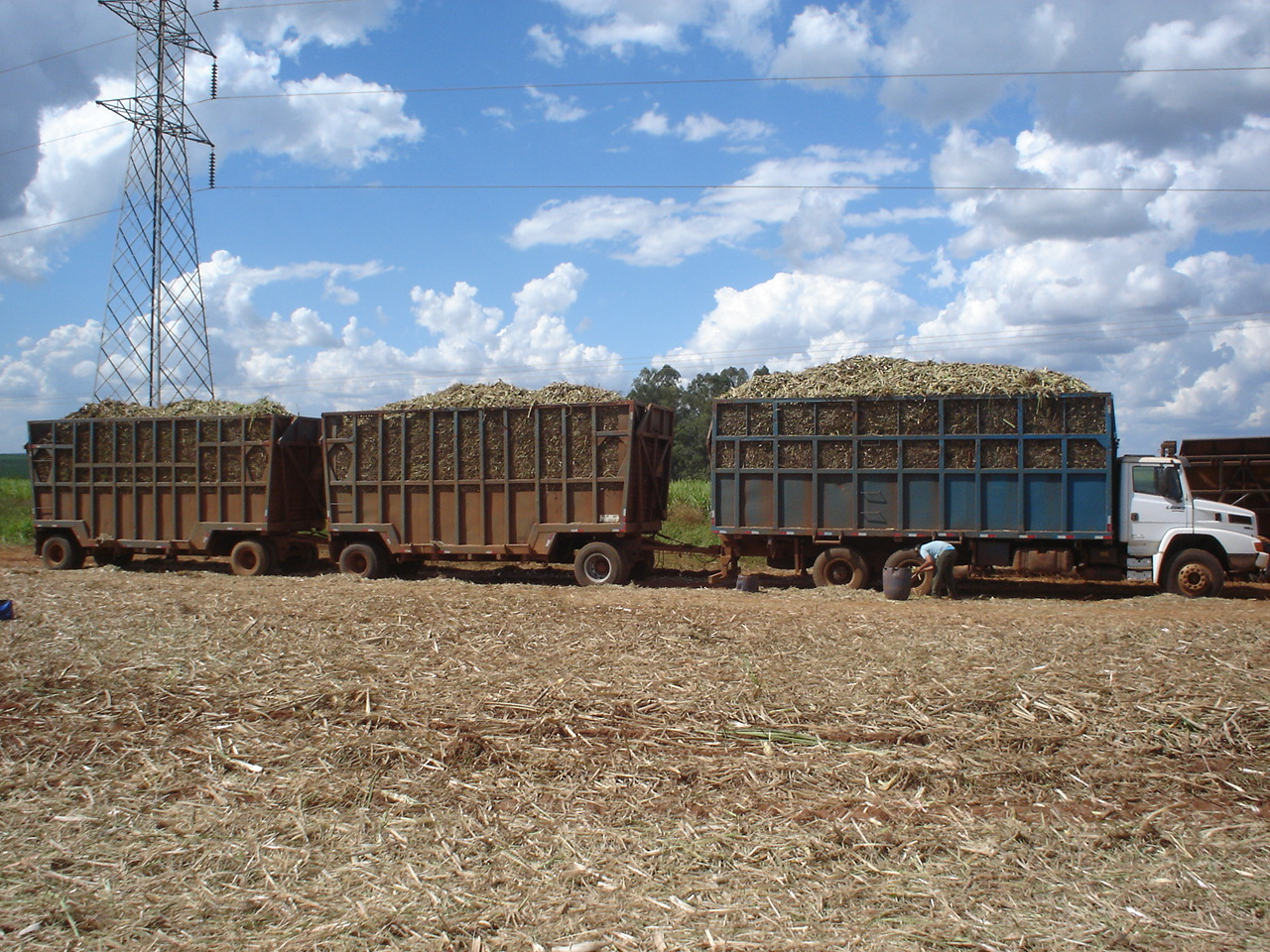
Sklizeň ve státě São Paulo
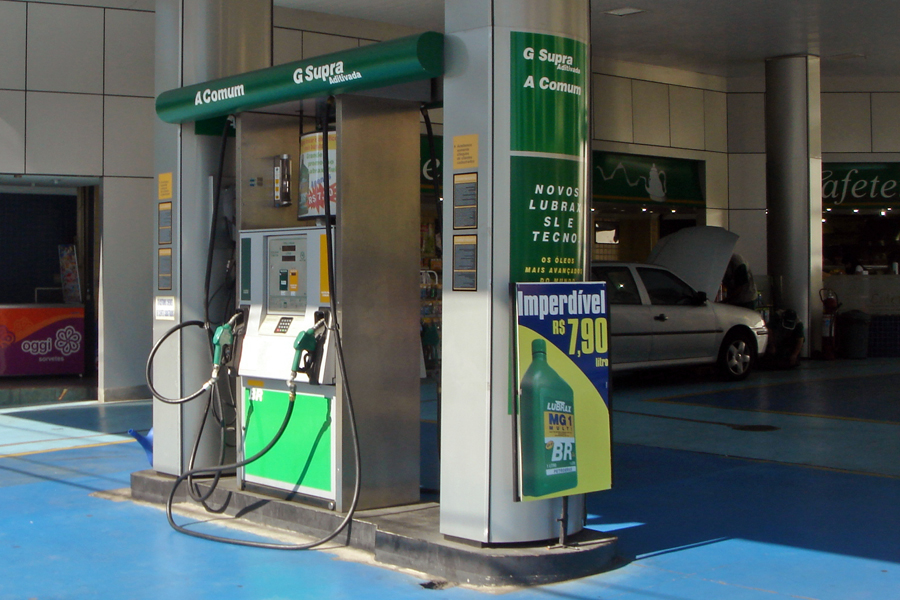
Čerpací stanice v Brazílii nabízející třtinový ethanol (A) a benzín (B)

## Výroba cukru a rumu
Sklizeň cukrové třtiny začíná tím, že se opálí spodní uschlé listy. Pak přijdou na řadu sklízecí stroje, v obtížně dosažitelných polohách rolníci s mačetami. Od okamžiku useknutí stébla začíná boj s časem, cukrová třtina se totiž začíná do 24 hodin kazit. Rostliny se tedy rychle rozřežou a lisují. Získaná šťáva se následně několikrát povaří a nakonec rychle zchladí. Na povrchu šťávy vykrystalizuje jantarově zabarvený třtinový cukr. Po oddělení cukrové krusty zůstane v nádobě melasa, tedy hustá, tmavá a poněkud nahořklá látka, z níž se posléze může vyrábět například rum. Tato melasa je následně zředěna vodou a prochází filtračními procesy, dokud není směs dostatečně čistá a dokud není dosaženo požadované hustoty a kyselosti. Poté se přidá kultura z kvasnic a začíná fermentace. Tempo fermentace, které má velký vliv na vlastnosti výsledného produktu, je ovlivňováno teplotou. Lehké bílé rumy kvasí přibližně 24 hodin, těžké tmavé rumy až 12 dní. Destiláty vypálené jakoukoliv technikou jsou bezbarvé, barva je získána až zráním v dubových sudech (toto je tradiční postup, právě dřevo dodá rumu kromě barvy také charakteristické aroma) nebo přidáním lihovarnického karamelu (což je lacinější varianta).